# Güevéjar
Güevéjar ist eine Gemeinde in der Provinz Granada im Südosten Spaniens mit 2.660 Einwohnern (Stand: 2024). Die Gemeinde liegt in der Comarca Vega de Granada.

## Geografie
Die Gemeinde grenzt an die Gemeinden Alfacar, Calicasas, Cogollos de la Vega, Nívar, Peligros und Pulianas.

## Geschichte
Die Altstadt von Güevéjar wurde bei einem Erdbeben 1755 zerstört. Ein weiteres Erdbeben im Jahre 1884 veranlasste die Umsiedlung der Ortschaft an den Standpunkt, den sie heute einnimmt. Sie bildet heute eine Vorstadt von Granada.